# Academias Militares Soviéticas
En la Unión Soviética, el Ejército Rojo contaba con diversas academias militares de diferentes especialidades. Las instalaciones soviéticas militares y policiales denominadas academias (en ruso: акаде́мия, romanizado: akademiya) no eran una escuela de graduación (como las academias militares occidentales como West Point), sino escuelas de posgrado para oficiales experimentados. Otras academias no incluidas en la lista posterior son la Academia Médico-Militar S. M. Kírov (en honor a Serguéi Kírov), localizada en Leningrado, así como la Academia Militar de Defensa Aérea de las Fuerzas de Tierra, previamente un brazo de la Academia Militar de Artillería Kalinin. Fue inaugurada en septiembre de 1977 en Kiev.

## Academias

### Academia Militar Mariscal Voroshílov del Estado Mayor del Ejército de la URSS
La Academia Militar Voroshílov del Estado Mayor del Ejército de la URSS (en ruso: Военная академия генерального штаба вооруженных сил СССР им. К. Е. Ворошилова) fue fundada en 1936 en Moscú por Leonid Góvorov. Fue nombrada en honor de Kliment Voroshílov y fue la más alta escuela profesional soviética –hoy de Rusia- para oficiales. 
La Academia Voroshílov del Estado Mayor se halla en Moscú, en Vereda Jolzunova 14, no muy lejos de la Academia Militar Frunze. Los “mejores y más brillantes” oficiales de las Fuerzas Armadas Soviéticas eran seleccionados para asistir a la más prestigiosa y alta de todas las academias soviéticas. Los estudiantes eran y siguen siendo admitidos en la Academia a partir de los rangos de Teniente Coronel, Coronel y General de Brigada. La mayoría eran coroneles o generales recién ascendidos. Los oficiales entran rozando los 40 años de edad, como norma general. 
Los oficiales seleccionados para esta academia deben haber asistido a la academia de su arma o servicio. Los graduados que no fueran generales o almirantes solían ser ascendidos poco después de completar el curso. La duración del mismo era de sólo dos años, en contraste con los tres años en las academias de arma y servicio. 
Los profesores y estudiantes de la Academia del Estado Mayor se involucraron en debates sobre la reestructuración militar soviética en los últimos años de la URSS. En su mayoría fueron partidarios de los esfuerzos reformistas del Comandante Vladímir Lopatin, defendiendo profundas reducciones de la fuerza.

### Academia Militar Frunze
La Academia Militar Frunze (en ruso: Военная академия им. М. В. Фрунзе) fue fundada en 1918 como academia del Estado Mayor. En 1921, fue transformada en la Academia Militar del Ejército Rojo, nombrada en honor de Mijaíl Frunze. Los oficiales suelen entrar en ella entre los 30 y los 32 años de edad con el grado de Capitán o Comandante, dependiendo de cómo superen las competitivas pruebas de entrada. 
En los años 30, los cursos académicos más altos fueron añadidos al currículum Frunze, como cursos avanzados para los primeros graduados. Estos cursos se convirtieron en la base para la Academia Voroshílov. Tras la creación de la Academia Voroshílov del Estado Mayor, la Academia Frunze se enfocó en la formación de guerra con armas combinadas. 
En la Academia las asignaturas se basaban en disciplina operacional-táctica, marxismo-leninismo, historia del PCUS y del trabajo político del Partido, historia del arte militar y de la guerra, lenguas extranjeras y otras asignaturas de investigación científica. A finales de los años 70, la biblioteca de la Frunze contaba con dos millones de volúmenes. 
La Academia Frunze y la Academia Malinovski se fusionaron en septiembre de 1998 en la Academia de Armas Combinadas de las Fuerzas Armadas de la Federación Rusa (en ruso: Общевойсковая академия Вооруженных сил Российской Федерации) en las instalaciones de la antigua Academia Frunze. 
Tras la graduación, cada oficial recibe un diploma y un rombo plateado para su uniforme o traje civil que debe ser colocado en el lado derecho, por encima de todas las otras condecoraciones militares o civiles.
Desde el cambio de siglo, la Academia de Armas Combinadas ha sido testigo de varias actividades militares conjuntas Rusia-Occidente, incluyendo ejercicios conjuntos EE.UU.-Rusia.

### Academia Militar Malinovski de Fuerzas Acorazadas
La Academia Militar Malinovski de Fuerzas Acorazadas (en ruso: Военная академия бронетанковых войск им. Р. Я. Малиновского) fue creada en 1932 en Moscú como la Academia Stalin de Mecanización y Motorización del Ejército Rojo. Fue renombrada en honor de Rodión Malinovski.
Tenía la misión de entrenar a los comandantes soviéticos y del Pacto de Varsovia, oficiales e ingenieros, para las unidades acorazadas y mecanizadas. Los graduados mejor cualificados eran también seleccionados para la división centralizada de operaciones del Estado Mayor. Los estudiantes entraban como capitanes y comandantes (algunos como Teniente Coronel). El programa de instrucción era de tres años para los comandantes y oficiales y de cuatro para los ingenieros.
En 1998, se fusionó con la Academia Frunze.

### Academia Militar Dzerzhinski de Fuerzas de Misiles
La Academia Militar Dzerzhinski (en ruso: Военная академия им. Ф. Э. Дзержинского) se basó en la Academia de Artillería Mijáilovskaya del Imperio ruso creada en 1820 en San Petersburgo. Fue nombrada en honor de Félix Dzerzhinski.
La Academia Dzerzhinski estaba localizada junto al Hotel Rossiya cerca del Kremlin hasta su traslado, en 2015, a la localidad Balashija de la óblast de Moscú. Antiguamente Academia de Artillería del Ejército Rojo, fue trasladada desde Leningrado a Moscú en 1958, un año antes de formarse las tropas de Misiles de Designación Estratégica de la Federación Rusa. Los oficiales en posiciones de mando en estas fuerzas fueron admitidos en esta Academia. Toda la información relativa a ella está altamente clasificada. Sus dos mayores facultades son la de “Comando” e “Ingeniería”.
La Academia fue renombrada en honor de Pedro el Grande en 1997.

### Academia Militar de Comunicaciones Semión Budionni
La Academia Militar de Comunicaciones  Budionni (en ruso: Военная академия связи им. С. М. Буденного) fue creada en 1932 en Leningrado, y nombrada en honor de Semión Budionni.

### Academia Militar del Aire Yuri Gagarin
La Academia Militar del Aire Gagarin (en ruso: Военно-воздушная академия имени Ю. А. Гагарина) está localizada en Mónino, al noreste de Moscú, en una zona cerrada a extranjeros. Todos los altos oficiales de las Fuerzas aéreas soviéticas debían asistir a esta academia. Estaba a cargo de la preparación de “cuadros de mando de las diversas especialidades de la aviación” y era un “centro científico de trabajo sobre los problemas operacionales de las Fuerzas Aéreas y de la táctica de las distintas ramas y tipos de la aviación.” Parte del curso se basaba en el desarrollo de nuevas técnicas en el uso operacional de la aviación. Estaba nombrada en honor de Yuri Gagarin. 

### Academia Técnica de Radio-Ingeniería Militar de la Defensa Aérea Mariscal Leonid Góvorov
La Academia Técnica de Radio-Ingeniería Militar de la Defensa Aérea Góvorov está localizada en Járkov. Como cualquier turista podía notar, la URSS se encontraba repleta de radares e instalaciones de comunicación. Esta Academia prepara a los oficiales de las Tropas de la Defensa Aérea en estas dos áreas. Está nombrada en honor a Leonid Góvorov.

### Academia Superior Naval Mariscal Andréi Grechko
La Academia Naval Andréi Grechko era la única escuela para los oficiales de la Armada Soviética. Su personal incluía más almirantes que la Frunze. Los estudiantes eran tenientes, comandantes y algunos capitanes, con una edad comprendida entre los 30 y 35 años. Todos los oficiales de la Armada (incluidos los de la Aviación Naval) con posiciones superiores al nivel de regimiento se graduaban en esta escuela. Algunos oficiales de las Fuerzas Aéreas eran asignados al profesorado, aunque nunca al cuerpo de estudiantes.

### Academia Militar de Artillería Mijaíl Kalinin
La Academia Militar Mijáilovskaya de Artillería (en ruso: Михайловская военная артиллерийская академия) de San Petersburgo data de 1698. Fue rebautizada con dicho nombre en 1849 en honor del Gran Príncipe Mijaíl Pávlovich de Rusia. Fusionada con la Academia Técnica Militar del Ejército Rojo en 1925, fue reformada en 1953 como Academia Militar Kalinin (en honor de Mijaíl Kalinin) de Artillería como parte de la Academia Dzerzhinski.
La Academia restauró el nombre del Gran Príncipe en 1995.

### Universidad de Ingeniería Técnica Militar Nikoláievski
La Universidad de Ingeniería Técnica Militar (en ruso: Военный инженерно-технический университет) fue fundada en 1810 en San Petersburgo y nombrada Nikoláevski en 1855 en honor al zar Nicolás I (Nikolái Pávlovich) quien le había cedido en 1819 su residencia del castillo Mijáilovski o castillo de los Ingenieros.
Fue el alma máter de Fiódor Dostoyevski quien, tras estudiar allí entre 1837 y 1843, se licenció obteniendo el grado de ingeniero-porúchik (teniente).

### Academia Político-Militar V. I. Lenin
Especializada en la formación política de los oficiales de todas las Fuerzas Armadas. 

### Academia Militar de Arma del Servicios y Transporte Makárov
Creada en 1918 en Petrogrado (hoy San Petersburgo).

### Academia Militar de Defensa Química Mariscal Semión Timoshenko
Creada en 1932 en Moscú. Nombrada en honor de Semión Timoshenko.

### Academia Militar Vasilevski de la Arma del Defensa Aérea del Ejército
Creada en 1977 en Kiev. Nombrada en honor de Aleksandr Vasilevski.

### Academia de Comando Militar Zhúkov de la Defensa Aérea
Localizada en los márgenes del Volga en Tver (antes Kalinin), entre Moscú y San Petersburgo. Además de sus tareas formativas y de entrenamiento, es un centro de investigación sobre táctica, comando, comunicaciones y control en cuestiones de defensa aérea. Nombrada en honor de Gueorgui Zhúkov.

### Academia de Ingeniería Zhukovski de la Fuerza Aérea
Nombrada en honor de Nikolái Zhukovski, fundada en 1920 en Moscú para formar a los ingenieros de las Fuerzas Aéreas así como a estudiantes y científicos. 
Localizada en Moscú, en la Avenida de Leningrado. El curso dura cinco años. Además de ser una institución académica, es un centro científico sobre tecnología aeronáutica, técnica y de combate.